# Громадська рада доброчесності
Громадська рада доброчесності (ГРД) (англійською: Public Integrity Council) — постійно діючий незалежний орган у системі судоустрою України, призначений для сприяння Вищій кваліфікаційній комісії суддів України у встановленні відповідності судді (кандидата на посаду судді) критеріям професійної етики та доброчесності для цілей кваліфікаційного оцінювання. Статус Ради вперше визначений у 2016 році Законом України «Про судоустрій і статус суддів».
Громадська рада доброчесності складається з 20 членів, які обираються строком на 2 роки і працюють на волонтерських засадах.

## Повноваження
Громадська рада доброчесності:
- збирає, перевіряє та аналізує інформацію щодо судді (кандидата на посаду судді);
- надає Вищій кваліфікаційній комісії суддів України інформацію щодо судді (кандидата на посаду судді);
- надає, за наявності відповідних підстав, Вищій кваліфікаційній комісії суддів України висновок про невідповідність судді (кандидата на посаду судді) критеріям професійної етики та доброчесності, який додається до досьє кандидата на посаду судді або до суддівського досьє;
- делегує уповноваженого представника для участі у засіданні Вищої кваліфікаційної комісії суддів України щодо кваліфікаційного оцінювання судді (кандидата на посаду судді);
- має право створити інформаційний портал для збору інформації щодо професійної етики та доброчесності суддів, кандидатів на посаду судді.[3]

Для здійснення зазначених повноважень членам Громадської ради доброчесності надається право безоплатного та повного доступу до відкритих державних реєстрів.
Якщо Громадська рада доброчесності у своєму висновку встановила, що суддя (кандидат на посаду судді) не відповідає критеріям професійної етики та доброчесності, то Вища кваліфікаційна комісія суддів України може ухвалити рішення про підтвердження здатності такого судді (кандидата на посаду судді) здійснювати правосуддя у відповідному суді лише у разі, якщо таке рішення підтримане не менше ніж одинадцятьма її членами.

## Порядок обрання
Членами Громадської ради доброчесності можуть бути представники правозахисних громадських об'єднань, науковці-правники, адвокати, журналісти, які є визнаними фахівцями у сфері своєї професійної діяльності, мають високу професійну репутацію та відповідають критерію політичної нейтральності та доброчесності.
Не можуть бути членами Громадської ради доброчесності:
- особи, визнані судом недієздатними або обмежено дієздатними;
- особи, які мають судимість, не погашену або не зняту в установленому законом порядку;
- особи, на яких протягом останнього року накладалося адміністративне стягнення за вчинення правопорушення, пов'язаного з корупцією;
- особи, які протягом останніх п'яти років працювали (проходили службу) в органах прокуратури, Міністерства внутрішніх справ України, поліції, інших правоохоронних органах (органах правопорядку), податкової міліції, Служби безпеки України, митних органах, Національному антикорупційному бюро України, Національному агентстві з питань запобігання корупції;
- особи, які протягом останніх п'яти років перебували на державній службі;
- особи, які є суддями або суддями у відставці.

Члени Громадської ради доброчесності призначаються зборами представників громадських об'єднань строком на два роки і можуть бути призначені повторно. Збори представників громадських об'єднань скликаються Головою Вищої кваліфікаційної комісії суддів України. Оголошення про скликання зборів оприлюднюється на офіційному вебсайті Комісії. У зборах представників громадських об'єднань беруть участь громадські організації або громадські спілки, які протягом щонайменше останніх двох років, що передують дню проведення зборів, здійснюють діяльність, спрямовану на боротьбу з корупцією, захист прав людини, підтримку інституційних реформ, в тому числі реалізують проекти у цих сферах. У зборах представників громадських об'єднань не можуть брати участь громадські організації або громадські спілки, які здійснювали чи здійснюють діяльність із залученням міжнародної технічної допомоги, донорами якої є органи державної влади, органи місцевого самоврядування, установи, організації чи підприємства країни, яка визнана Верховною Радою України агресором, або фінансувалися ними.

## Склад ГРД
Громадська рада доброчесності складається з 20 членів, які обираються строком на 2 роки і працюють на волонтерських засадах.
Перший склад ГРД було обрано 11 листопада 2016 року. До нього увійшло 20 представників від 9 громадських об'єднань. Координаторами Ради були обрані Віталій Титич (від Transparency International Ukraine та ГО «Автомайдан») та Галина Чижик (від ГО «Центр демократії та верховенства права»).
Другий склад ГРД було обрано 17 грудня 2018 року. До нього увійшло 20 представників від 11 громадських об'єднань. Також було обрано трьох кандидатів, що мали б замінити членів у разі їх вибуття зі складу ГРД. Координаторами Ради були обрані Михайло Жернаков (від ГО «Фундація DEJURE») та Андрій Кулібаба (від Центру громадянських свобод).
Поточний (третій) склад ГРД було обрано 14 серпня 2023 року. До нього увійшло 20 представників від громадських організацій та троє кандидатів. Співкоординаторами Ради були обрані Олег Яким'як (від Асоціації правників України) та Вероніка Крейденкова (від ГО «Фундація DEJURE»).